# Grande Prêmio de Mônaco de 1959
Resultados do Grande Prêmio de Mônaco de Fórmula 1 realizado em Montecarlo em 10 de maio de 1959. Primeira etapa da temporada, nela Jack Brabham conquistou a primeira vitória australiana na história da categoria.

## Resumo
O piloto Jack Brabham venceu dirigindo um Cooper T51 bólido de fábrica da Cooper visto que a equipe já havia vencido anteriormente, mas os carros estavam a serviço da equipe de Rob Walker. Foi a primeira vitória de Brabham, futuro tricampeão mundial, e também de um australiano. Ele venceu com 20 segundos de vantagem sobre Tony Brooks e sua Ferrari 246 e uma volta adiante de Maurice Trintignant, vencedor do ano passado que guiava para a Rob Walker Racing Team. Dentre os espectadores da prova estava o argentino Juan Manuel Fangio que negou sua volta às pistas mesmo que pagassem seu peso em ouro e, entre risos, alegou estar "muito velho e muito gordo" para tanto".

## Classificação da prova
| Pos | Nº | Piloto                   | Construtor      | Voltas | Tempo/Diferença | Grid | Pontos |
| --- | -- | ------------------------ | --------------- | ------ | --------------- | ---- | ------ |
| 1   | 24 | Jack Brabham             | Cooper-Climax   | 100    | 2:55:51.3       | 3    | 9      |
| 2   | 50 | Tony Brooks              | Ferrari         | 100    | + 20.4          | 4    | 6      |
| 3   | 32 | Maurice Trintignant      | Cooper-Climax   | 98     | + 2 voltas      | 6    | 4      |
| 4   | 48 | Phil Hill                | Ferrari         | 97     | + 3 voltas      | 5    | 3      |
| 5   | 22 | Bruce McLaren            | Cooper-Climax   | 96     | + 4 voltas      | 13   | 2      |
| 6   | 38 | Roy Salvadori            | Cooper-Maserati | 83     | + 17 voltas     | 8    |        |
| Ret | 30 | Stirling Moss            | Cooper-Climax   | 81     | Transmissão     | 1    |        |
| Ret | 20 | Ron Flockhart            | BRM             | 64     | Spun off        | 10   |        |
| Ret | 16 | Harry Schell             | BRM             | 48     | Acidente        | 9    |        |
| Ret | 18 | Jo Bonnier               | BRM             | 44     | Freios          | 7    |        |
| Ret | 46 | Jean Behra               | Ferrari         | 24     | Motor           | 2    |        |
| Ret | 40 | Graham Hill              | Lotus-Climax    | 21     | Fogo            | 14   |        |
| Ret | 26 | Masten Gregory           | Cooper-Climax   | 6      | Câmbio          | 11   |        |
| Ret | 6  | Wolfgang von Trips       | Porsche         | 1      | Colisão         | 12   |        |
| Ret | 52 | Cliff Allison            | Ferrari         | 1      | Colisão         | 15   |        |
| Ret | 44 | Bruce Halford            | Lotus-Climax    | 1      | Colisão         | 16   |        |
| DNQ | 34 | Ivor Bueb                | Cooper-Climax   |        |                 |      |        |
| DNQ | 54 | Giorgio Scarlatti        | Maserati        |        |                 |      |        |
| DNQ | 12 | Alain de Changy          | Cooper-Climax   |        |                 |      |        |
| DNQ | 10 | Lucien Bianchi           | Cooper-Climax   |        |                 |      |        |
| DNQ | 4  | Maria Teresa de Filippis | Porsche         |        |                 |      |        |
| DNQ | 42 | Pete Lovely              | Lotus-Climax    |        |                 |      |        |
| DNQ | 14 | Jean Lucienbonnet        | Cooper-Climax   |        |                 |      |        |
| DNQ | 56 | André Testut             | Maserati        |        |                 |      |        |

## Tabela do campeonato após a corrida
| Pos. | Piloto              | Pontos |
| ---- | ------------------- | ------ |
| 1    | Jack Brabham        | 9      |
| 2    | Tony Brooks         | 6      |
| 3    | Maurice Trintignant | 4      |
| 4    | Phil Hill           | 3      |
| 5    | Bruce McLaren       | 2      |

| Pos. | Construtor    | Pontos |
| ---- | ------------- | ------ |
| 1    | Cooper-Climax | 8      |
| 2    | Ferrari       | 6      |

- Nota: Somente as primeiras cinco posições estão listadas. Apenas os cinco melhores resultados, dentre pilotos ou equipes, eram computados visando o título. Neste ponto esclarecemos: na tabela dos construtores figurava somente o melhor resultado dentre os carros de um mesmo time.